# Magyar Űrtábor
A Magyar Űrtábor egy minden nyáron megrendezett, általában 5-10 napos űrkutatási témájú ismeretterjesztő és készségfejlesztő tábor fiataloknak. A tábort az egyesült államokbeli Nemzetközi Űrtábor ihletésére kezdték szervezni. A táborban általában 13-18 év közötti fiatalok vesznek részt.

## Története
A tábort először dr. Abonyi Ivánné szervezte meg a Magyar Asztronautikai Társaság keretein belül, 1994-ben. 1992 óta járt magyar küldöttség a huntsville-i Nemzetközi Űrtáborban, akiknek a tapasztalatai alapján felmerült egy hazai tábor ötlete. A tábor célja a magyar fiatalok megismertetése az űrkutatás céljaival, módszereivel és eredményeivel. A tábor helye változó, nincs állandó infrastruktúrához kötve. A tábort 2009-ben az Orion alapítvány keretein belül rendezték meg, azóta ismét a Magyar Asztronautikai Társaság szervezi.

## Programja
A táborban változatos szakmai program van:
- Víz alatti szerelés: az űrhajósok kiképzésében is használják a súlytalanság-közeli élményt adó búvárkodást, amelynek során egy űrállomás-elemet utánzó szerkezetet kell összeszerelni a víz alatt. A táborban búvároktatók segítségével, úszómedencében szerelhetnek a résztvevők.
- Vízirakéta építése és indítása: a résztvevők műanyag palackból gyártanak rakétát, amelyet részben vízzel feltöltve, kézi pumpával néhány atmoszférányi nyomással indítanak. Ezzel a rakétahajtás működését és némi aerodinamikát lehet szemléltetni.
- Hőlégballon építés: nejlonlapból és ragasztószalagból készült ballont kell felengedni, hajszárítóval melegítve.
- Bolygófelderítő robot vezérlése: egy robotjárművet kell számítógépről, kamera és egyéb műszerek segítségével távvezérelni, bolygófelderítési feladatokat végrehajtva.
- Rádióamatőr bemutató és iránymérő verseny: előadás és bemutató a rádióamatőrségről, valamint "rókavadászat", vagyis elrejtett jeladók iránymérő vevővel történő megkeresése. Ezzel az ismeretlen helyen leszállt űrhajósok vagy űrszondák megkeresését, illetve az űrhajósokkal való kommunikációt lehet szimulálni.
- GPS bemutató és kincskeresés: az űrtechnika gyakorlati alkalmazásának fontos része a helymeghatározás, játékos bemutatója az ún. geocaching.
- Előadások: hazai szakemberek előadásai, a Huntsville-ben járt táborozók élménybeszámolója, valamint a többi táborozó is előadja kedvenc témáját.

## Külső hivatkozások
- Magyar Űrtábor
- Magyar Asztronautikai Társaság Archiválva 2009. szeptember 27-i dátummal a Wayback Machine-ben